# Rita Chikwelu
Rita Chikwelu (6 de março de 1988) é uma futebolista nigeriana que atua como meia ou atacante.

## Carreira
Rita Chikwelu integrou o elenco da Seleção Nigeriana de Futebol Feminino, nas Olimpíadas de 2008. 